# Spiez
Spiez é uma comuna da Suíça, no Cantão Berna, com cerca de 12.528 habitantes. Estende-se por uma área de 16,78 km², de densidade populacional de 748 hab/km². Confina com as seguintes comunas: Aeschi bei Spiez, Hilterfingen, Krattigen, Oberhofen am Thunersee, Reutigen, Sigriswil, Tune, Wimmis, Zwieselberg. 
A língua oficial nesta comuna é o Alemão.